# Chen Ch'uan
Chen Ch'uan (mort el 643 d.C.) fou un metge xinès que reconegué els símptomes de set i orina dolça de la diabetis el 643.